# Chmielów (Kostomłoty)

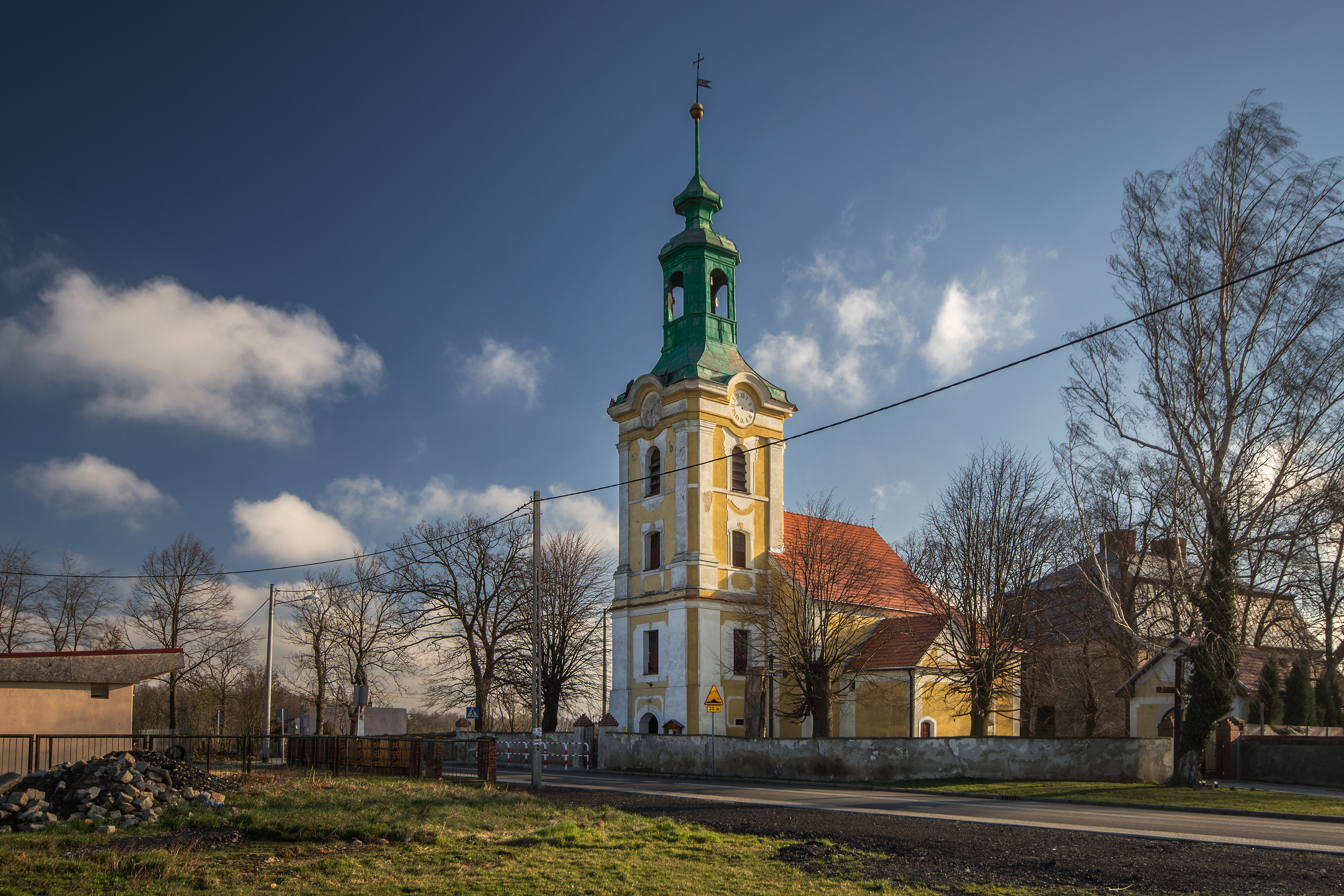
Pfarrkirche St. Martin

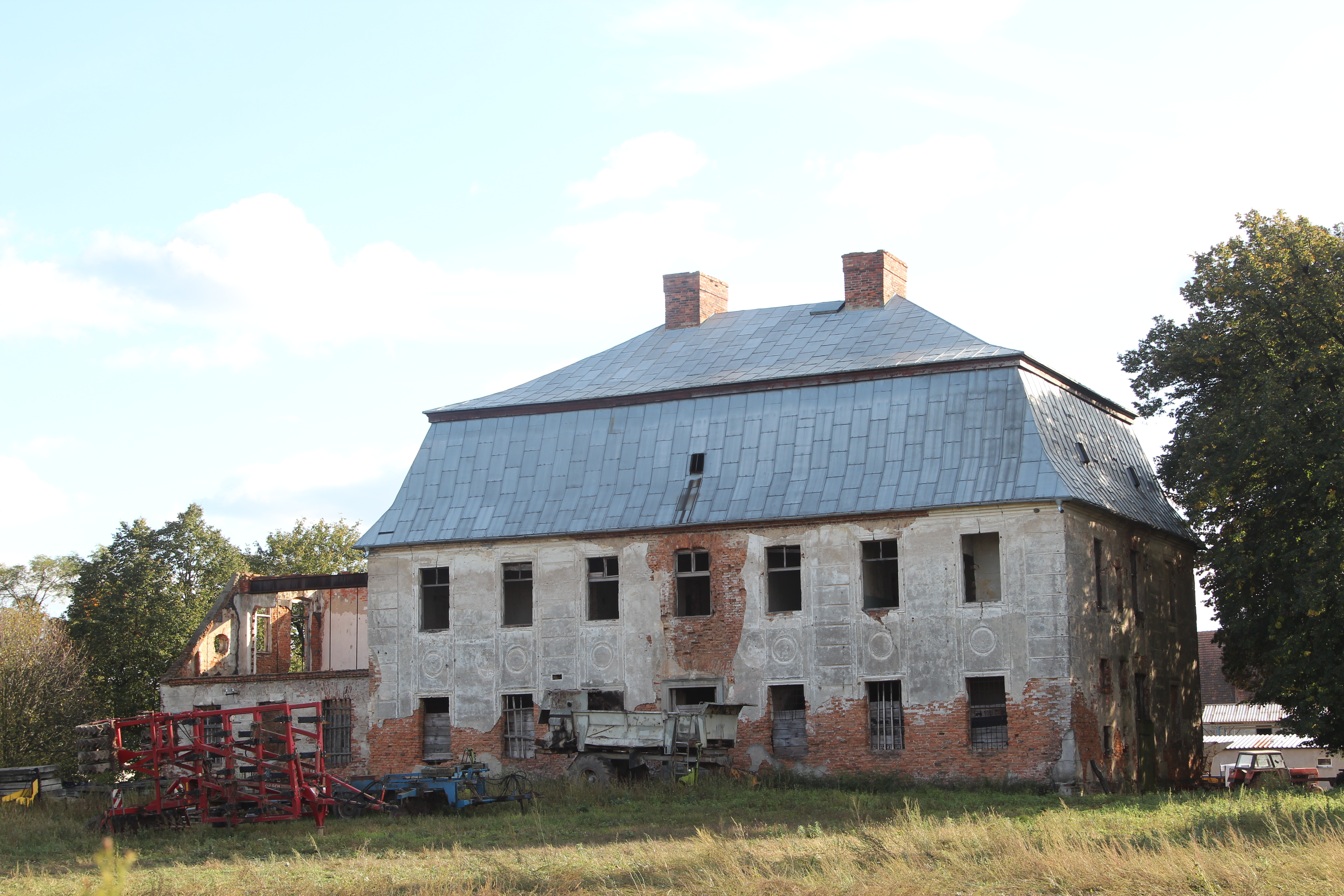
Schloss Schmellwitz

Chmielów (deutsch: Schmellwitz, Kr. Neumarkt) ist ein Ort in der Landgemeinde Kostomłoty (Kostenblut) im Powiat Średzki der Woiwodschaft Niederschlesien in Polen.

## Lage
Chmielów liegt etwa 15 Kilometer südöstlich von Środa Śląska (Neumarkt in Schlesien) und 22 Kilometer westlich Breslau. 
Nachbarorte sind Wilków Średzki (Wilkau-Zopkendorf) im Westen, Sobkowice (Zopkendorf) im Südwesten, Lisowice (Onerkwitz) im Norden, Stoszyce (Stöschwitz) im Osten, Wszemiłowice (Schimmelwitz) im Südosten, Pełcznica (Polsnitz) und Kąty Wrocławskie (Kanth) im Süden. 

## Geschichte
Erstmals urkundlich erwähnt wurde „Chmelow“ im Zehntregister Liber fundationis episcopatus Vratislaviensis im Jahre 1300. Für das Jahr 1360 ist die Schreibweise „Smelwicz“ belegt. 1333 wurde die Pfarrkirche mit zwei Pfarrhufen erwähnt.
Nach dem Ersten Schlesischen Krieg fiel Schmellwitz mit dem größten Teil Schlesiens 1741/42 an Preußen. Die alten Verwaltungsstrukturen wurden aufgelöst und Schmellwitz in den Kreis Neumarkt eingegliedert, mit dem es 1945 verbunden blieb. Die 1742 gegründete evangelische Schule wurde 1826 nach Onerkwitz verlegt. 1845 gehörte Schmellwitz einem Graf von Ziethen. Damals wurden verzeichnet: 52 Häuser, ein herrschaftliches Schloss und Vorwerk, 327 Einwohner (148 katholisch und der Rest evangelisch), evangelische Kirche zu Groß-Peterwitz, eine katholische Pfarrkirche mit Pfarrwittum; eingepfarrt und eingeschult waren: Onerkwitz, eine katholische Schule mit einem Hauptlehrer und einem Hilfslehrer, eine Rossmühle, eine Brauerei und Brennerei sowie zwölf Handwerker und Händler. Zur Gemeinde gehörte die Schmellwitzer Mühle, eine Wassermühle mit drei Einwohnern.
1853 wurde das Gut von der Familie von Diederichs erworben. Urkunden aus den Jahren 1872–1894 nennen den Hauptmann und Wirt a. D. Fritz Friedrich Diederichs (1839–1897) als Eigentümer des Anwesens. Er vererbte das Gut seiner Tochter Marie, Freifrau von Richthofen, und deren Ehemann, Freiherr Eugen von Richthofen. Der pensionierte Gutsbesitzer und Hauptmann Eugen Freiherr von Richthofen blieb bis zu seinem Tod 1926 Miteigentümer des Gutes. Danach gehörte die Liegenschaft der Witwe Maria geb. Diederichs und ihrem Sohn, Landwirt Hans Horst Freiherr von Richthofen.
Seit 1874 gehörte die Landgemeinde Schmellwitz zum Amtsbezirk Wilkau-Zopkendorf. 1937 umfasste das Landgut Richthofen über 354 ha, davon 250 ha Ackerland, 25 ha Weiden, 25 ha Wiesen, 38 ha Wald, fünf ha Gärten, zwei ha Teiche, neun ha Wege, Wirtschaftshöfe und andere Länder. Am 1. April 1938 wurde Onerkwitz nach Schmellwitz eingemeindet.
Als Folge des Zweiten Weltkriegs fiel Schmellwitz mit dem größten Teil Schlesiens 1945 an Polen. Nachfolgend wurde es Chmielów umbenannt. Die deutschen Einwohner wurden größtenteils vertrieben. Die neu angesiedelten Bewohner waren teilweise Zwangsumgesiedelte aus Ostpolen, das an die Sowjetunion gefallen war. Von 1975 bis 1998 gehörte er zur Woiwodschaft Breslau.

## Sehenswürdigkeiten
- Die römisch-katholische Pfarrkirche St. Martin (Kościół parafialny pw. św. Marcina) ist eine Saalkirche aus der Zeit um 1500. Im Jahre 1728 wurden der barocke Westturm, die Vorhalle und die Sakristei angebaut. Renoviert wurde der Bau 1880 und 1960–61. Im Inneren sind eine barocke Kanzel von 1607 sowie Epitaphien des Niclas Seidlitz (gest. 1558) und seiner Frau (gest. 1556) und des Friedrich von Abschatz (gest. 1595).
- Das Schloss Schmellwitz ist ein spätbarocker Putzbau mit Mansarddach vom Ende des 18. Jahrhunderts der Anfang des 20. Jahrhunderts umgebaut wurde.[4]